# Tristaniopsis whiteana
Tristaniopsis whiteana är en myrtenväxtart som först beskrevs av William Griffiths, och fick sitt nu gällande namn av Peter G.Wilson och John Teast Waterhouse. Tristaniopsis whiteana ingår i släktet Tristaniopsis och familjen myrtenväxter.

## Underarter
Arten delas in i följande underarter:
- T. w. monostemon
- T. w. whiteana